# 板江乡
板江乡，中华人民共和国湖南省岳阳市平江县下属的一个镇，位于平江县北部。306省道平（江）岳（阳）公路经此，与106国道相接。

## 建制沿革
- 1958年，设板江公社；
- 1984年，改置板江乡。

## 行政区划
板江乡下辖17个行政村：
- 过段村、郊阳村、南源村、小水岭村、星月村、高伦村、三江村、倒西村、佘家村、板江村、千石村、大丰村、黄苏村、黄龙村、刘江村、双家村、黄泥村